# Selva Mágica
Selva Mágica es un parque de diversiones mexicano ubicado en la ciudad de Guadalajara, Jalisco, México. Fundado en 1988,  el parque es administrado y operado por The Dolphin Company y es uno de los parques de diversiones mas grande del occidente del país. 
El parque fue inaugurado en la década de 1980 y se ha consolidado como una atracción emblemática en la ciudad de Guadalajara. Según datos oficiales, el parque atrae a miles de visitantes anualmente, contribuyendo al sector turístico de la región.
A lo largo de los años, Selva Mágica ha agregado nuevas atracciones para mantenerse vigente y atraer a distintos tipos de público.
El parque también colabora con programas educativos locales, ofreciendo actividades enfocadas en la conservación ambiental y el aprendizaje didáctico al aire libre.

## Atracciones

### Atracciones infantiles
- Plaza Sésamo
- Cola de Chéster Chettos
- Apache
- Carrusel
- Crazy bus
- Jet ski
- Lanchitas
- Laberinto infantil
- Oruga
- Ruedita
- Tren especial

### Atracciones familiares
- Carros chocones
- Cataratas
- Choza chueca
- Pirata
- Rueda
- Spider
- Akron Racing Carts
- Zona de destreza
- paseo al zoológico

### Atracciones extremas
- Nao de China
- Titan
- Bullet
- Spider
- G-Force

### Otras atracciones
- Zona de nieve
- Show de aves y delfines
- Mundo marino
- Nado con delfines

## Titán
El Titán es la montaña rusa más grande del occidente del país, la estatura mínima es 1.10 metros. El recorrido consta de 6 pendientes que causan la sensación de momento aereo y una curva inclinada que te lleva al final del recorrido. Desde arriba en las pendientes se puede ver parte del Zoológico de Guadalajara, para ser más precisos, el Acuario, el lago y la Villa Australiana. Hoy en día, es la atracción más popular del parque.

## Bullet
Bullet, es una montaña rusa fabricada por Schwarzkopf GmbH. Es considerada como una de las montañas rusas más importantes del mundo, ya que es única en su tipo diseñada por Werner Stengel. Bullet fue comprada a un Parque de Atracciones ubicado en el Reino Unido llamado Flamingo Land Resort y ahora permanece en su actual parque Selva Mágica. La montaña acelera en reversa hacia lo alto de la primera pendiente regresando hacia adelante acelerando para entrar a una curva inclinada que te lleva a una inversión tipo loop vertical ubicado justo alrededor de la estación de la montaña rusa, después se encuentra otra curva que te lleva hacia lo alto de la segunda pendiente para regresar por el mismo trayecto en el sentido opuesto. Su apertura fue el 19 de diciembre de 2013.

### Características
- Altura: 39.9 m
- Máxima velocidad: 80.5 km/h
- Restricción de altura: 1.40 m
- Capacidad: 1400 personas/h
- Duración: 40 s
- Colores: Amarillo, blanco y rojo
- Carros por tren: 5 ó 6
- Tipo de aceleración: Propulsión por llantas.